# Enrique Peña Nieto

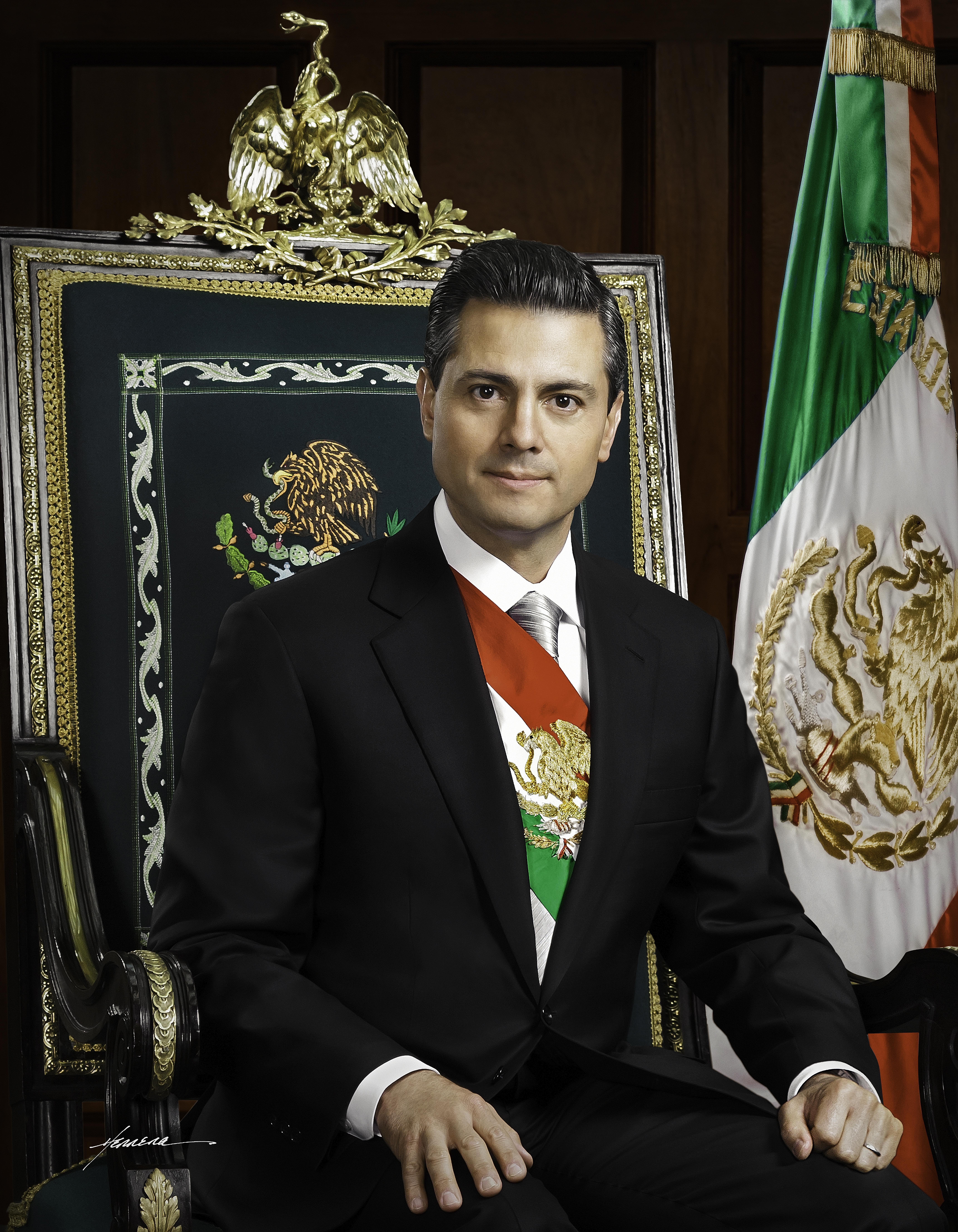
Enrique Peña Nieto (2013)

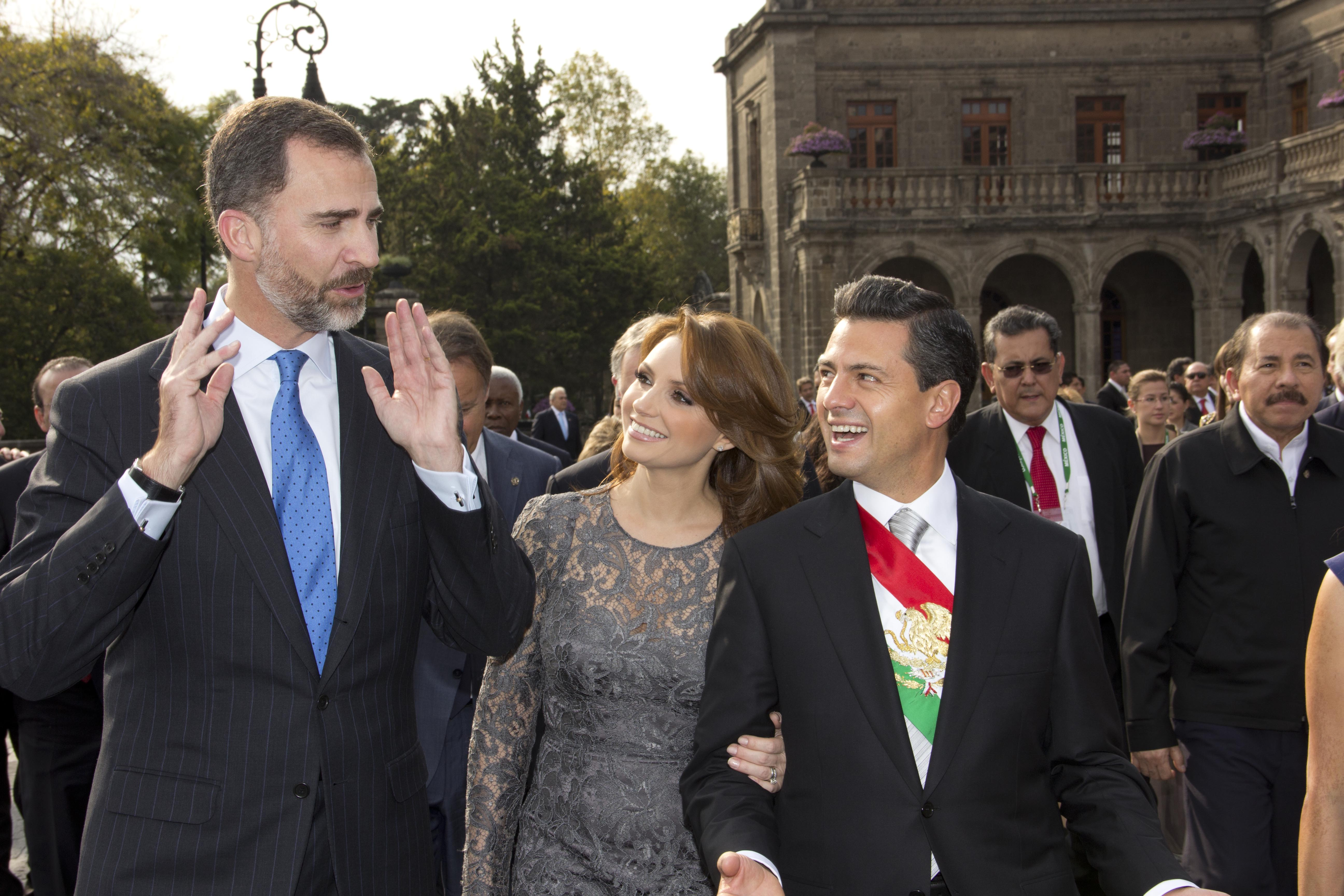
Peña Nieto mit dem damaligen Kronprinzen Felipe von Spanien und seiner Ehefrau Angélica Rivera am Tag seiner Amtseinführung (2012)

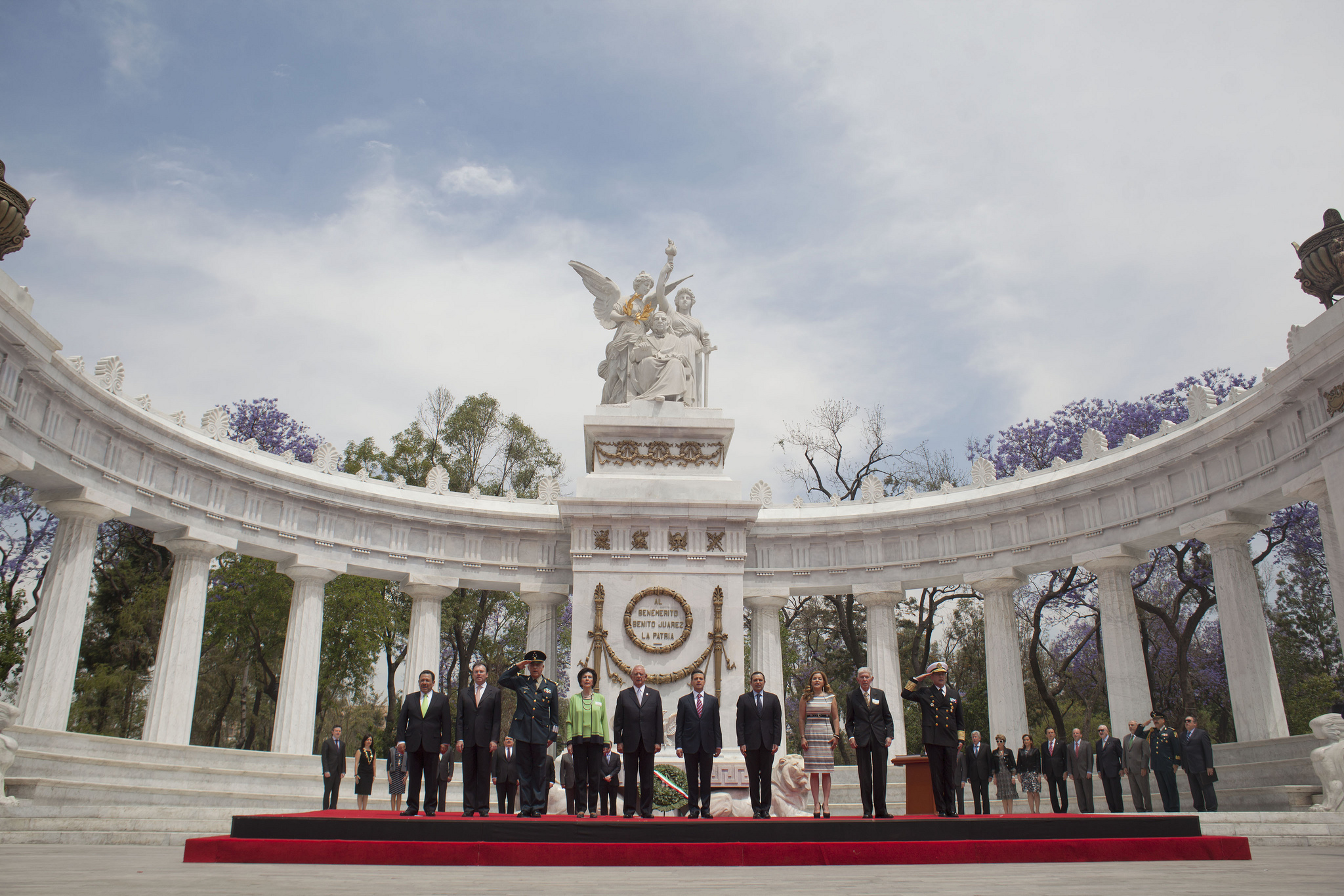
Peña Nieto bei den Feierlichkeiten zum 207. Geburtstag von Benito Juárez (2013)

Enrique Peña Nieto (* 20. Juli 1966 in Atlacomulco, Estado de México) ist ein mexikanischer Politiker (PRI) und war vom 1. Dezember 2012 bis zum 30. November 2018 Präsident von Mexiko.
Er war von 2005 bis 2011 Gouverneur des Bundesstaats México.

## Leben
Peña Nieto wurde als ältestes von vier Geschwistern geboren und entstammt einer einflussreichen Politikerfamilie. Als Oberschüler fasste er den Entschluss, in die Politik zu gehen. Unter anderem bekleideten fünf seiner Verwandten das Gouverneursamt des bevölkerungsreichsten mexikanischen Bundesstaates México.
Peña Nieto studierte Jura an der Universidad Panamericana und machte am Instituto Tecnológico y de Estudios Superiores de Monterrey einen Master in Betriebswirtschaftslehre. Nachdem er in verschiedenen Ministerien des Bundesstaates México gearbeitet hatte, wurde er 2003 in den Kongress von Mexiko-Stadt gewählt.
2005 gewann er die Wahl zum Gouverneur des Bundesstaates México, nachdem er vom früheren Amtsinhaber Arturo Montiel entdeckt und als Nachfolger aufgebaut worden war. Er bekleidete das Amt bis 2011. In dieser Zeit wurden Korruptionsprozesse gegen Montiel eingestellt; Peña Nietos Amtszeit war durch verschiedene Justizskandale und Menschenrechtsverletzungen gekennzeichnet, darunter die sexuelle Folterung von Frauen.
Anfang 2012 wurde Peña Nieto ohne internen Rivalen als Spitzenkandidat der Partei PRI für die Präsidentschaftswahl Anfang Juli 2012 ausgewählt. In seinem Wahlkampf wurde er von dem größten mexikanischen Fernsehsender Televisa unterstützt. Teile der Bevölkerung demonstrierten gegen seine Kandidatur und warfen ihm Korruption vor. Peña Nieto gewann die Präsidentschaftswahl in Mexiko gegen Andrés Manuel López Obrador (PRD), trotz einer auf Klage López Obradors durchgeführten Neuauszählung von mehr als der Hälfte der Stimmen wegen des Verdachts der Wahlmanipulation. Er übernahm das Amt am 1. Dezember 2012 von Felipe Calderón (PAN). Kritiker äußerten 2012, Peña Nieto sei eine Marionette der unter Korruptionsverdacht stehenden früheren PRI-Machthaber Carlos Salinas de Gortari und Jorge Hank, Ex-Bürgermeister von Tijuana. Während seiner Präsidentschaft leitete er das Kabinett Peña Nieto. 
Während des Prozesses gegen El Chapo (Joaquín Archivaldo Guzmán Loera) wurde Peña Nieto am 15. Januar 2019 von einem Zeugen der Anklage beschuldigt, kurz vor seiner Wahl im Jahr 2012 von Guzmán 250 Millionen US-Dollar Schutzgeld gefordert zu haben. Guzmán habe Nieto daraufhin auf 100 Millionen US-Dollar heruntergehandelt und den Betrag bezahlt. Der Zeuge, Alex Cifuentes, bezeichnet sich selbst als ehemalige rechte Hand Guzmáns. Nieto ließ die Anschuldigungen auf seinem Twitter-Account dementieren.

## Familie
Enrique Peña Nieto war von 2010 bis zur Scheidung 2019 in zweiter Ehe mit der mexikanischen Schauspielerin Angélica Rivera verheiratet. Seine erste Ehefrau Mónica Pretelini war 2007 an einem epileptischen Anfall gestorben. Aus dieser Ehe gingen drei Kinder hervor. Außerdem ist er Vater zweier weiterer Kinder.